# Pierre d'Aguilar
Pour les articles homonymes, voir Aguilar.
Pierre de Bon, marquis d'Aguilar, né le 27 avril 1719 à Montpellier et mort le 10 août 1792 à Codalet, est un noble et militaire français connu pour avoir été le premier maire de Perpignan, en 1790.

## Biographie

### Origines familiales
Pierre de Bon d'Aguilar est né le 27 avril 1719 dans l'hôtel particulier familial à Montpellier sous le nom de Pierre François Ignace de Bon de Saint-Hilaire. Il est le fils de François-Xavier de Bon de Saint-Hilaire et de sa seconde épouse, Élisabeth Pujol. Il a plusieurs frères et sœurs, dont : Marie-Anne, qui épouse en 1731 Joseph de Gléon ; Louis, magistrat ; et Charles, militaire.

### Carrière
Il se destine à une carrière militaire, et devient major au régiment Royal de cavalerie. Le 23 septembre 1754, il épouse à Mosset Jeanne de Marguerit, fille et héritière de Dominique de Marguerit, marquis d'Aguilar. Le mariage réunit l'élite de la société roussillonnaise et permet à Pierre de devenir marquis d'Aguilar et baron de Mosset à la mort de son beau-père, le 23 décembre 1777. Le contrat de mariage impose à Pierre de relever le nom et les armes des Marguerit et lui transmet la majeure partie du patrimoine des Marguerit.
Le 3 janvier 1790, il est élu premier maire de Perpignan. Il offre l'asile au vicomte de Mirabeau, qui doit quitter le commandement du régiment de Touraine à cause d'une vive altercation avec ses soldats sur l'attitude à avoir par rapport à la Révolution. Ce dernier fuit Perpignan en dérobant plusieurs insignes militaires de son régiment qui avaient été entreposés chez le maire. Lorsque les soldats découvrent l'affaire, ils arrêtent le maire et le jette en prison. Il ne retrouvera la liberté que lorsque les insignes auront été restitués, une fois le vicomte de Mirabeau intercepté à Castelnaudary.
Il est finalement contraint à la démission dès le 14 décembre 1790 et se retire à Codalet, sa santé se dégrade et il meurt le 10 août 1792 à trois heures du matin dans ce même village.

### Mariage et descendance
De son mariage avec Jeanne de Marguerit (1733-1772) le 23 septembre 1754 en l'église de Mosset, il aura neuf enfants, dont seulement quatre garçons lui survivent :
- Melchior Louis Xavier Geneviève (1756-1838), militaire, qui suit ;
- Jean Gaspard Siméon Élisabeth Marie (1758-1811), militaire au service de l'Espagne ;
- Pierre Balthazar Paulin (1762) ;
- Louis Melchior Timo Léon (1763-1802), religieux.